# Espaces d’Abraxas
Die Espaces d’Abraxas sind ein Gebäudeensemble im Quartier Mont-d’Est des Pariser Vorortes Noisy-le-Grand im Département Seine-Saint-Denis in der Region Île-de-France in Frankreich, das zwischen 1978 und 1983 errichtet wurde. Geplant wurde es vom spanischen Architekten Ricardo Bofill, der auch das Viertel Antigone in Montpellier entworfen hat.

L’Arc, im Hintergrund le Palacio
Le Théâtre, von l’Arc aus gesehen
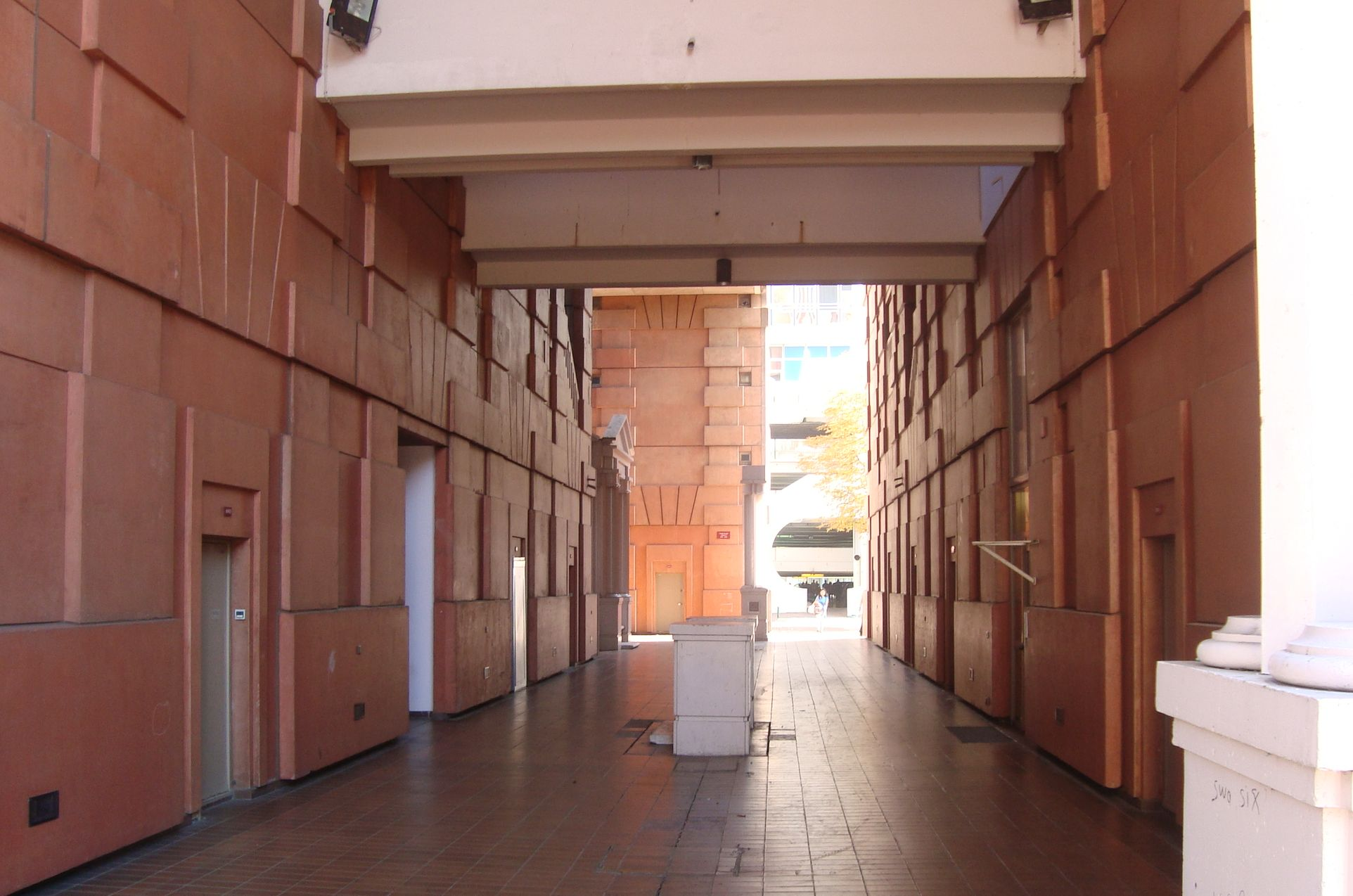
Innerer Weg zur Erschließung
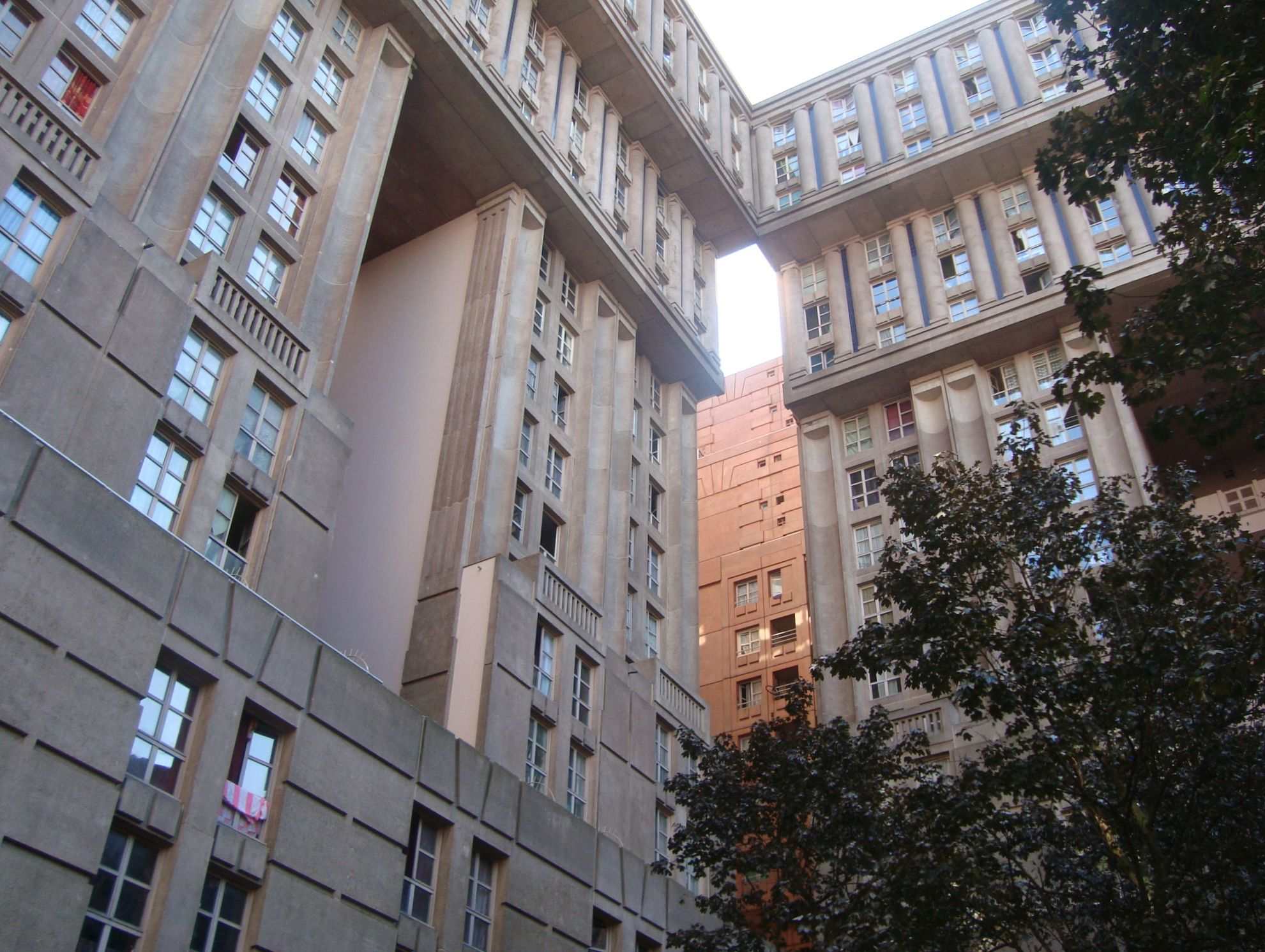
Hochhäuser mit Sozialwohnungen

Bofill wollte keine anonymen Wohnblöcke, sondern ein „Versailles für das Volk“ schaffen, in dem sich verschiedene Schichten begegnen können. Dies erklärt die besondere Architektur des postmodernen Ensembles, das auf einen Innenhof ausgerichtet ist. Es gibt drei Gebäude: le Théâtre, l’Arc (der Torbogen) und le Palacio, wobei l’Arc im Zentrum liegt und im Westen von le Théâtre und im Osten von le Palacio komplett umschlossen wird. Das höchste der drei Gebäude (le Palacio) misst 64 Meter und hat 18 Etagen. Von den Wohnungen aus hat man zum Teil einen Blick auf den rund 20 Kilometer entfernten Eiffelturm. Insgesamt befinden sich etwa 600 Wohnungen im Gebäudeensemble. Im Palacio sind es allein 440 Wohnungen, wovon zwei Drittel Sozialwohnungen sind.
Die Kosten für den Unterhalt des Gebäudes waren jedoch höher als ursprünglich angenommen und die Wohnungsgesellschaft musste Konkurs anmelden. In einem Interview mit Le monde aus dem Jahr 2014 betrachtet Bofill seine Arbeit insofern als gelungen, als dass er den Gebrauch von Fertigbauelementen in Frankreich vorangebracht hat. Gleichzeitig erkennt er, dass seine Vision, die Stadt zu verändern, gescheitert ist, weil die Bevölkerungsschichten sich nicht wie erhofft vermischt haben. Der Mangel an Geschäften und die Tatsache, dass das Ensemble in sich geschlossen ist, haben für viele Probleme bereitet. Bofills Modell ist nicht für den Bau anderer Städte übernommen worden. Man habe weiterhin nur Wohnblöcke gebaut.
Der Komplex wurde in mehreren Filmen als Kulisse benutzt: in Tod dem Schiedsrichter (1983), in Brazil (1985) und in Die Tribute von Panem – Mockingjay Teil 2, sowie in der Serie Arcadia (2023).
Zu sehen ist das Gebäudeensemble auch in zahlreichen Musikclips: in Ouragan  von Stéphanie von Monaco (1986), Fais le L des Rappers Leck (2012), in Le Stress des Rappers JP Manova, in Break the Silence von Carbon Airways (2015), in Fallait pas von Marwa Loud (2017), in Different leagues des australo-ghanaischen Rappers Manu Crooks (2018) und in Tu m'appelles  von Adel Tawil feat. Peachy (2019), in dem auch die Arcades du Lac aus Montigny-le-Bretonneux zu sehen sind, die ebenfalls von Ricardo Bofill entworfen wurden.